# 林琬婷
林琬婷（1996年2月24日—）是臺灣跆拳道運動員。

## 生平
林琬婷於2014年亞洲運動會跆拳道比賽獲得女子46公斤銀牌。